# プファルツ＝ビルケンフェルト＝ツヴァイブリュッケン

プファルツ＝ビルケンフェルト＝ツヴァイブリュッケン
Pfalz-Birkenfeld-Zweibrücken

プファルツ＝ビルケンフェルト＝ツヴァイブリュッケン（Pfalz-Birkenfeld-Zweibrücken）は、現在のドイツ・ラインラント＝プファルツ州にあった、ツヴァイブリュッケン周辺に基盤を置いた神聖ローマ帝国の領邦の一つである。

## 概要
プファルツ＝ビルケンフェルト＝ツヴァイブリュッケンは、1731年にプファルツ＝ツヴァイブリュッケン＝ビルケンフェルト公クリスティアン3世がツヴァイブリュッケン公国を相続したことに始まる。クリスティアン3世は程無くして1735年に死去し、息子のクリスティアン4世が後を継いだ。クリスティアン4世は自らの領国の政治的好条件を獲得したことで統治を開始し、最終的にはフランス王国の宮廷との関係を深めた。クリスティアン4世は錬金術、絵画の収集、建設事業およびツヴァイブリュッケンへの陶磁器産業の導入を試みて失敗し、領国経営を破綻させたにもかかわらず、1775年の死後に後を継いだ甥のカール3世アウグスト・クリスティアンと比較して良き公爵と見做されている。
カール3世は絶対君主政主義者として統治を始め、最初の2年間は宮廷の解散と国家財政の状況の改善に努めた。カール3世は公室の規模を急激に拡大させたが、それはすぐに財政的重荷となり、人気を無くしていった。1778年から1779年にかけてのバイエルン継承戦争では、プロイセンとザクセンが、プファルツ選帝侯カール・テオドールが獲得したバイエルン選帝侯領とオーストリア領ネーデルラントを交換する案を阻止したことで、カール・テオドールの相続人であるカール3世の利益のために戦ったことになった。カール3世も交換に反対していたからである。
フランス革命が起きるとカール3世はフランス革命政府に対して中立政策を取ろうと努めたが、フランス革命政府は1793年にツヴァイブリュッケンを侵略、併合し、カール3世はマンハイム、後にハイデルベルク＝ロアバッハ（de）に逃れた。1795年のカール3世の死後、弟のマクシミリアン・ヨーゼフが跡を継いだ。1797年にプファルツ＝ビルケンフェルト＝ツヴァイブリュッケンは正式にフランスに吸収されたが、2年後にマクシミリアン・ヨーゼフはバイエルン選帝侯を継承した。

## プファルツ＝ビルケンフェルト＝ツヴァイブリュッケン公
- クリスティアン3世（1731年 - 1735年） - プファルツ＝ツヴァイブリュッケン＝ビルケンフェルト公
- クリスティアン4世（1735年 - 1775年）
- カール3世アウグスト・クリスティアン（1775年 - 1795年）
- マクシミリアン・ヨーゼフ（1795年 - 1797年） - バイエルン国王マクシミリアン1世